# L'Estafette d'Alger
L'Estafette d'Alger est le premier journal français qui parut en Algérie.
Le numéro un est daté du 25 juin 1830,, jour du débarquement des troupes françaises à Sidi-Ferruch. Son deuxième et dernier numéro est paru le 5 juillet 1830, jour de la prise d'Alger.